# Taling Chan
Taling Chan est l’un des 50 khets de Bangkok, Thaïlande. 